# Rogers Morton
Rogers Clark Ballard Morton (ur. 19 września 1914, zm. 19 kwietnia 1979) – amerykański polityk, członek Partii Republikańskiej. W latach 1963–1971 był przedstawicielem pierwszego okręgu wyborczego w stanie Maryland w Izbie Reprezentantów Stanów Zjednoczonych. W latach 1971–1975 piastował stanowisko sekretarza zasobów wewnętrznych Stanów Zjednoczonych, a w latach 1975–1976 pełnił funkcję sekretarza handlu Stanów Zjednoczonych.
Jego brat, Thruston Ballard Morton, reprezentował stan Kentucky zarówno w Izbie Reprezentantów Stanów Zjednoczonych, jak i w Senacie Stanów Zjednoczonych.